# 雍城
雍城是中國春秋時代的秦国国都，“德公元年，初居雍城大郑宫。”自秦德公元年（前677年）至秦献公二年（前383年）定都此地，长达294年，为秦国定都时间最久的城市，其後遷都至櫟陽。
雍城遗址在今陕西省宝鸡市凤翔区南的雍水河以北，纸坊河以西的高地上，建有宫殿大郑宫、雍高寝、雍大寝、雍受寝。曾发掘出大型凌阴（藏冰的地窖）及大型朝寝宗庙建筑，宫殿区曾出土大量青铜建筑构件。1988年，中国国务院以“秦雍城遗址”之名，列为「第三批全国重点文物保护单位」。雍城遗址以南为秦公陵园。